# Atractus ukupacha
Atractus ukupacha — вид змій родини полозових (Colubridae). Ендемік Еквадору. Описаний у 2021 році.

## Поширення і екологія
Atractus ukupacha мешкають в еквадорській провінції Напо. Голотипо був зібраний в районі Ель-Чоко, на висоті 1606 м над рівнем моря.